# Seweryn Krogulski
Seweryn Walentyn Krogulski (ur. 31 stycznia 1850 w Brzozdowcach, zm. 5 grudnia 1933 we Lwowie) – prawnik, urzędnik Wydziału Krajowego we Lwowie, działacz społeczny, publicysta, wiceprezes Galicyjskiego Towarzystwa Łowieckiego, redaktor pisma "Łowiec".
Pochodził z rodziny szlacheckiej Sieczka-Krogulskich, był synem Józefa Krogulskiego (1808-1868), urzędnika prywatnego i Marianny z domu Schmelz. Po ukończeniu studiów prawniczych na Uniwersytecie Lwowskim pracował aż do emerytury jako radca Wydziału Krajowego we Lwowie.
W 1876 roku zorganizował we Lwowie Towarzystwo Myśliwskie im. św. Huberta, w którym od 1897 pełnił funkcję prezesa. Wkrótce wysunęło się ono na czoło wszystkich krajowych zrzeszeń myśliwskich. W latach 1878–1918 był redaktorem pisma "Łowiec". Jednocześnie od 1880 działał w Galicyjskim Towarzystwie Łowieckim (od 1898 jako członek Zarządu, a 1902-1918 jako wiceprezes). Na początku I wojny światowej, mimo prowadzonej przez władze austriackie gorączkowej ewakuacji, nie opuścił Lwowa. Pozostając w mieście, zabezpieczył majątek Galicyjskiego Towarzystwa Łowieckiego, a następnie w latach 1914-1918 jako redaktor naczelny kontynuował wydawanie "Łowca". W okresie 1918-1920 pełnił funkcję wiceprezesa Małopolskiego Towarzystwa Łowieckiego, a w 1920 w uznaniu dotychczasowych zasług otrzymał godność członka honorowego.
Był także poetą i publicystą. Wydał drukiem książkę wspomnieniową pt. Pół wieku. Zarys działalności Małopolskiego Towarzystwa Łowieckiego 1876-1926 (wyd. Lwów 1929).
Żonaty od 1880 z Marią Anną Rieger (1861-1923), córką Władysława Riegera, właściciela majątku Szumlany w powiecie brzeżańskim, dyrektora Banku Hipotecznego we Lwowie i Kamilli z Wielopolskich, miał syna Władysława Seweryna (1882-1971) oraz córki Annę Kamillę (1881-1952) zamężną Kruszewską i Janinę Kamillę (1884-1968). 
Zmarł w wieku 84 lat. Pochowany został na cmentarzu Łyczakowskim we Lwowie (pole 7 grób 209).